# Stanisław Stuligłowa
Stanisław Stuligłowa (ur. 13 listopada 1952 w Świdwinie, zm. 18 kwietnia 2012 w Kołobrzegu) – polski trener łucznictwa, m.in. polskiej kadry narodowej.

## Życiorys
Był absolwentem Liceum Medycznego w Kołobrzegu i Akademii Wychowania Fizycznego w Krakowie. W latach 1974–1993 pracował jako trener w klubie MZKS Kotwica Kołobrzeg, od 1993 w Kołobrzeskim Stowarzyszeniu Łuczników Mewa. Od 1986 do 2000 prowadził także polską kadrę narodową w łucznictwie. Jego największym sukcesem był brązowy medal drużyny kobiecej w składzie Iwona Dzięcioł, Katarzyna Klata i Joanna Nowicka na Igrzyskach Olimpijskich w Atlancie (1996), a najwybitniejszymi zawodniczkami klubowymi Joanna Nowicka, Beata Iwanek-Rozwód i Edyta Korotkin-Adamowska.
Był odznaczony Srebrnym Krzyżem Zasługi (1996), Złotą Odznaką Zasłużony Działacz Kultury Fizycznej (1993).